# نيك مور (موسيقي)
نيك مور (بالإنجليزية: Nick Moore)‏ هو موسيقي أمريكي، ولد في 17 يوليو 1983 في فندلي في الولايات المتحدة.

## وصلات خارجية
- الموقع الرسمي